# Småullbi
Småullbi (Anthidium punctatum) är en art i överfamiljen bin och familjen buksamlarbin. Arten kallas även mindre ullbi.

## Beskrivning
Ett kraftigt byggt, men förhållandevis litet bi med en kroppslängd på 7 till 9 mm hos honan, 8 till 10 mm hos hanen. Bakkroppen är svart med blekgula, avbrutna tvärränder, som ger biet ett getingliknande utseende. Teckningarna kan dock variera; i Sverige är det främst individerna på Gotland och Öland som har fullständiga teckningar, medan fastlandspopulationerna kan ha klart mindre iögonfallande teckningar. Honan har nästan helt svart ansikte, det enda som avviker är två små blekgula fläckar, en bakom varje öga, samt käkarna som har blekgul till brunaktig utsida. Hanen har däremot större delen av ansiktet inklusive clypeus blekgult. Mellankroppen har svart päls hos honan, brun hos hanen. Honans scopa, hårborsten under buken som används för polleninsamling, är vit.

## Ekologi
Småullbiet är en värmeälskande art som förekommer på magra trädesåkrar, sluttningar, stengärdsgårdar, ruderat (outnyttjad mark), vallanläggningar och lertag. Flygperioden varar från juni till juli, längre söderöver till mitten av augusti. Arten är polylektisk, den besöker blommande växter från många olika familjer, men föredrar ändå ärtväxten kärringtand. Andra blommor som besökes är övriga ärtväxter, fetbladsväxter och resedaväxter.

### Fortplantning
Arten är solitär, honan ansvarar ensam för avkomman. Hon anlägger sitt larvbo i olika håligheter i marken, i sprickor, mellan stenar och liknande. Det tillverkas till stor del av växthår, som samlas in från håriga växter som bland annat hökfibblor, kungsljus, lammöron, kattfot med flera. Håren fuktas med sekret och det hela täcks med småsten, träflisor, torra växtdelar och jord. Larven övervintrar som vilolarv.

## Utbredning
Arten finns i Europa upp till södra Nordeuropa (ungefär 63°N) Den saknas i Storbritannien, men från Nederländerna och Norden söderut till Spanien förekommer den österut till Mongoliet.

### Förekomst i Sverige och Finland
I Sverige finns den i hela Götaland och Svealand, samt i Norrland upp till Ångermanland, med undantag för Medelpad och Härjedalen. Den är dessutom troligtvis regionalt utdöd i Hälsingland och Jämtland. I Finland förekommer arten främst i söder, inklusive Åland (även om den gått mycket tillbaka där), med mera spridda förekomster norrut med ungefärlig nordgräns i Norra Karelen och Södra Savolax. Fram till tidigt 1960-tal fanns den även i Norra Savolax.
Arten är klassificerad som livskraftig ("LC") både i Sverige och Finland.

## Taxonomi
Två underarter:
- A. punctatum punctatum Latreille, 1809
- A. punctatum himalayaensis Wu, 1982[2]